# Orion Center for the Study of the Dead Sea Scrolls and Associated Literature
L'Orion Center for the Study of the Dead Sea Scrolls and Associated Literature è un istituto di ricerca israeliano affiliato all'Università Ebraica di Gerusalemme.

## Storia
L'Orion Center è stato fondato nel 1995 come parte dell'Istituto per gli studi ebraici dell'Università Ebraica di Gerusalemme. Il Centro si occupa di studio e ricerca sui Rotoli del Mar Morto e sulla letteratura giudaica del periodo del Secondo Tempio.
Nel corso degli anni, il Centro ha ospitato una serie di convegni che hanno riunito molti degli esperti mondiali sui manoscritti di Qumran. I convegni passati hanno esaminato argomenti come il Documento di Damasco, la letteratura sapienziale e la rielaborazione della letteratura biblica. Gli atti di molti di questi convegni sono stati pubblicati e resi disponibili per la comunità accademica.
Dal 1999 l'Orion Center ha tenuto seminari annuali relativi ai Rotoli del Mar Morto in memoria del Professor Jonas C. Greenfield. Emanuel Tov ha tenuto il seminario inaugurale su "I testi greci dal deserto di Giudea".